# Parti démocrate chrétien (Brésil)
Pour les articles homonymes, voir Parti démocrate chrétien.
Le Parti démocrate chrétien (en portugais : Partido Democrata Cristão) est un ancien parti politique brésilien fondé en 1945 et dissous en 1993.

## Historique
Ce petit parti défendant les valeurs chrétiennes est fondé en 1945 mais n'a jamais obtenu de succès électoral. Il est interdit par l'Acte institutionnel n°2 instaurant le bipartisme sous la dictature militaire. Il est refondé en 1985, avant de fusionner en 1993 avec le Parti démocratique social, héritier de l'ARENA, pour fonder le Parti progressiste réformateur, qui deviendra le Parti progressiste après plusieurs fusions. Des dissidents créèrent alors le Parti social-démocrate chrétien.